# Papir Oxirinc 12
El Papir Oxirinc 12 també conegut com a P. Oxy. 12 és un fragment d'una obra cronològica escrita en grec. Fou descobert per Bernard Pyne Grenfell i Arthur Surridge Hunt l'any 1897, a Oxirinc, Egipte. El fragment data dels segles i o ii dC. Es troba a la Biblioteca de la Universitat de Cambridge, Anglaterra. El text va ser publicat per Grenfell i Hunt l'any 1898.

## Document
El manuscrit va ser escrit en papir en forma de rotllo. Els mesuraments del fragment són 210 per 555 mm. És una obra que dona una llista cronològica dels esdeveniments en la història grega, romana i oriental. El fragment conté dues columnes. El text està escrit en lletra semi cursiva. La porció del document data de la data de les Olimpíades i arconts d'Atenes. El fragment es refereix als anys 355-315 aC.